# Henne (Wappentier)

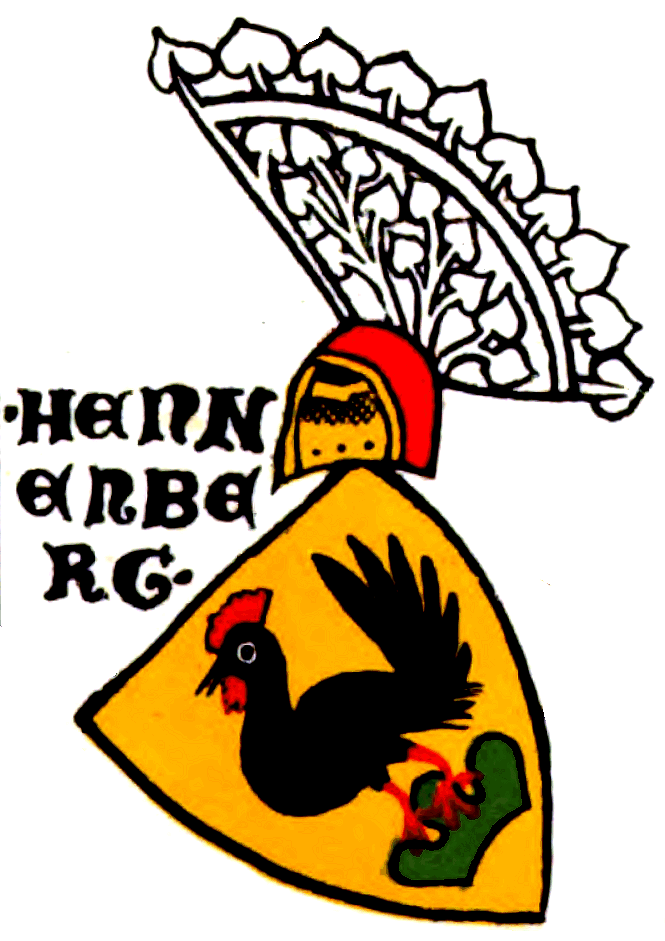
Henne als Wappentier der Henneberger

Die Henne ist in der Heraldik eine gemeine Figur und als Wappentier oft schwer vom heraldischen Hahn zu unterscheiden. Die weibliche Form vom Haushuhn ist nicht stark in der Wappenkunst verbreitet, findet sich jedoch häufig im Henneberger Land (u. a. Meiningen, Suhl, Wasungen).
Eine ausführliche Auflistung steht hier.
Dargestellt wird im Wappenschild eine nach heraldisch rechts blickende vorrangig schwarze Henne als Grundhaltung. Die Bewehrung, wie Schnabel, kleiner Kamm und kleine Kehllappen, werden rot tingiert. Ist der Vogel stehend, sind auch die roten Beine sichtbar. Der Schwanz ist kurz und stumpf geformt und es sollte keine Kampfstellung (angewinkelter nach vorne gestellter Lauf) wie beim Hahn oder auffliegend bzw. balzend geben. Das Wappentier ist wenig stilisiert und aufgesetzter Helm als Verkappung ist nicht bekannt. Andere Tinkturen sind möglich.
Die Henne kann sitzend oder stehend im Wappen sein. Dabei kann auch ein Dreiberg oder ein Torbogen eine gute Hilfe bei der Darstellung sein. Das Wappen von Bad Kissingen zeigt durch einen Fehler einen Hennenfuß statt eines Greifenfußes in verwechselten Farben. Im Wappen von Dittelbrunn ist die Henne am Spalt. In Yssingeaux im Département Haute-Loire umfasst das Wappen fünf Tiere sowie eine heraldische Lilie.
Die Henne eignet sich für redende Wappen. Beispiel ist der Adel Henneberg und die Grafschaft Henneberg, sowie viele Orte im sogenannten Henneberger Land. Die Herren von Henneberg haben schon frühzeitig den Adler gegen die Henne im Wappen getauscht. In der Zürcher Wappenrolle ist ein Hinweis auf ca. 1340 datiert. Auch Finsterhennen hat ein derartiges Wappen. Henndorf am Wallersee (Österreich) weicht durch die silberne Henne ab; das Wappen ist auch redend.